# Cultura LGBT en Nueva Zelanda
La cultura LGBT+ en Nueva Zelanda comprende las diferentes manifestaciones artísticas, sociales y de ocio existentes en el país cuyo enfoque es la diversidad sexual o incluye la participación de personas con sexualidades y géneros no tradicionales.

## Cine
En el año 1980, se llevó a cabo el estreno de la película Squeeze, dirigida por Richard Turner, reconocida como el primer largometraje de temática LGBT producida en Nueva Zelanda.
En mayo de 1995, se llevó a cabo el primer festival de cine Out Takes en Wellington, Nueva Zelanda, con el objetivo de exhibir lo mejor del cine queer internacional y local. El evento, que duró una semana y proyectó 30 películas, se convirtió en un espacio querido para la comunidad LGBT, proporcionando la oportunidad de ver historias y personas queer en pantalla. El éxito del festival llevó a su expansión a Auckland, Christchurch y Dunedin en años posteriores. Después de casi veinte años de funcionamiento, el festival finalizó en 2014.

## Literatura
James Courage, escritor neozelandés del siglo XX, fue un destacado representante LGBT en la literatura en Nueva Zelanda. Su obra de teatro Private History se estrenó en 1938 en Londres, y en 1959 publicó la novela A Way of Love, considerada la primera novela abiertamente LGBT de Nueva Zelanda. Sin embargo, debido a su contenido, fue prohibida en 1962.
Frances Cherry continuó este legado con su novela Dancing with Strings en 1989, marcando un hito como la primera novela lésbica neozelandesa.

## Televisión
El 27 de abril de 1967, se transmitió lo que posiblemente fue el primer episodio televisivo sobre la comunidad LGBT en Nueva Zelanda. Esta emisión formó parte del programa de investigación local llamado Compass.
El 5 de febrero de 1996, se lanzó la primera edición del segmento televisivo "LGBT Express Report", que rápidamente se transformó en "Queer Nation", el primer programa de televisión LGBT en Nueva Zelanda transmitido por Television New Zealand. Durante una década, "Queer Nation" se mantuvo en pantalla.

## Transformismo

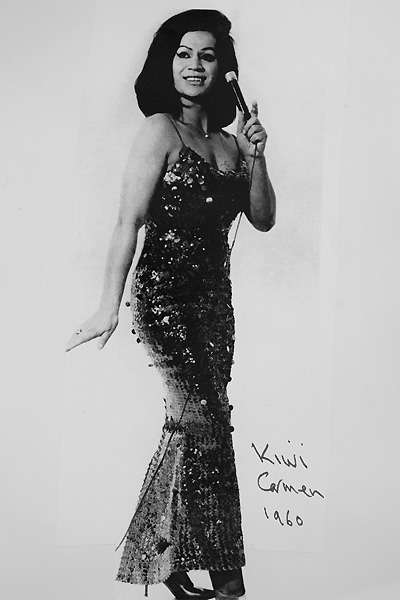
Carmen Rupe en 1960

El transformismo en Nueva Zelanda en el siglo XX, ha sido moldeado por figuras que desafiaron las normas sociales de su tiempo. En 1966, la artista Carmen Rupe, considerada la primera celebridad drag queen del país, ganó un juicio histórico que validó su derecho a vestir ropa femenina. Este juicio fue resultado de una detención por supuesto "comportamiento obsceno" simplemente por su elección de atuendo. 
En el siglo XXI, el transformismo en Nueva Zelanda ha florecido con la presencia destacada de artistas drag como Spankie Jackzon y Kita Mean. Spankie Jackzon, ha dejado su huella en la escena drag, ganando la segunda temporada de RuPaul's Drag Race Down Under en 2022 y previamente la segunda temporada de House of Drag en 2020. Su carrera comenzó en 2005 y se consolidó en Melbourne, donde fue anfitriona de múltiples clubes nocturnos.
Kita Mean, fue anfitriona de House of Drag y se destacó al ganar la primera temporada de RuPaul's Drag Race Down Under. Junto con Anita Wigl'it, participó en la organización del evento Drag Wars y es copropietaria del Caluzzi Cabaret y Phoenix Venue en Auckland.